# Woziemla (przystanek kolejowy)
Woziemla (biał. Воземля, ros. Оземля) – przystanek kolejowy w pobliżu miejscowości Woziemla, w rejonie oktiabrskim, w obwodzie homelskim, na Białorusi. Położony jest na linii Bobrujsk - Rabkor.